# Moreton (Essex)
Moreton – wieś i civil parish w Anglii, w hrabstwie Essex, w dystrykcie Epping Forest. Leży 19 km na zachód od miasta Chelmsford i 36 km na północny wschód od Londynu. W 2011 roku civil parish liczyła 321 mieszkańców. Moreton jest wspomniana w Domesday Book (1086) jako Mortuna.